# Murvaux
Murvaux – miejscowość i gmina we Francji, w regionie Grand Est, w departamencie Moza.
Według danych na rok 1990 gminę zamieszkiwało 161 osób, a gęstość zaludnienia wynosiła 11 osób/km² (wśród 2335 gmin Lotaryngii Murvaux plasuje się na 884. miejscu pod względem liczby ludności, natomiast pod względem powierzchni na miejscu 355.).